# Elymus pseudocaninus
Elymus pseudocaninus là một loài thực vật có hoa trong họ Hòa thảo. Loài này được G.H.Zhu & S.L.Chen mô tả khoa học đầu tiên năm 2006.